# Wędzenie

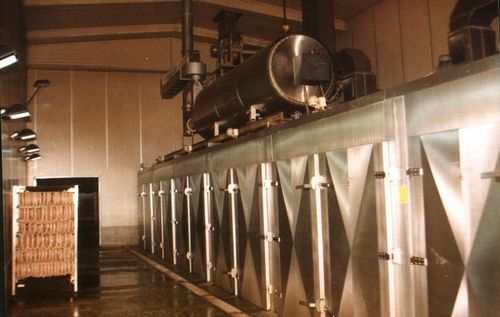
Komory wędzarnicze

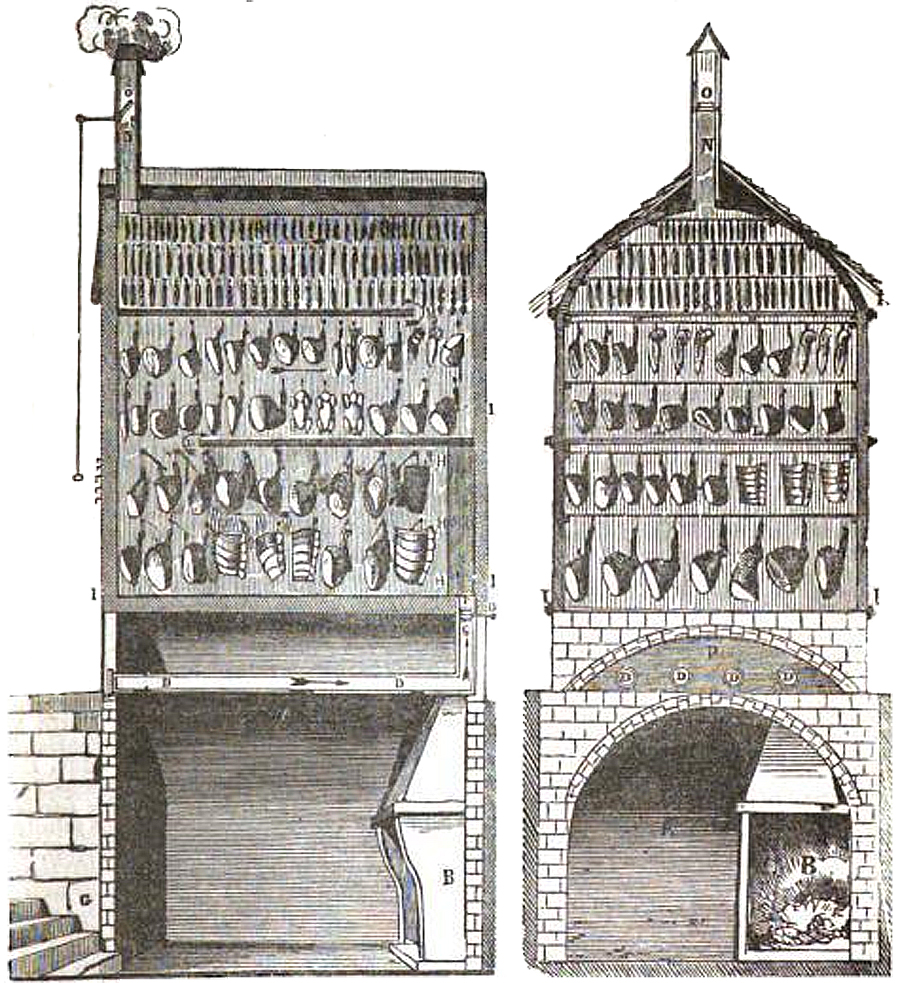
Tradycyjna wędzarnia

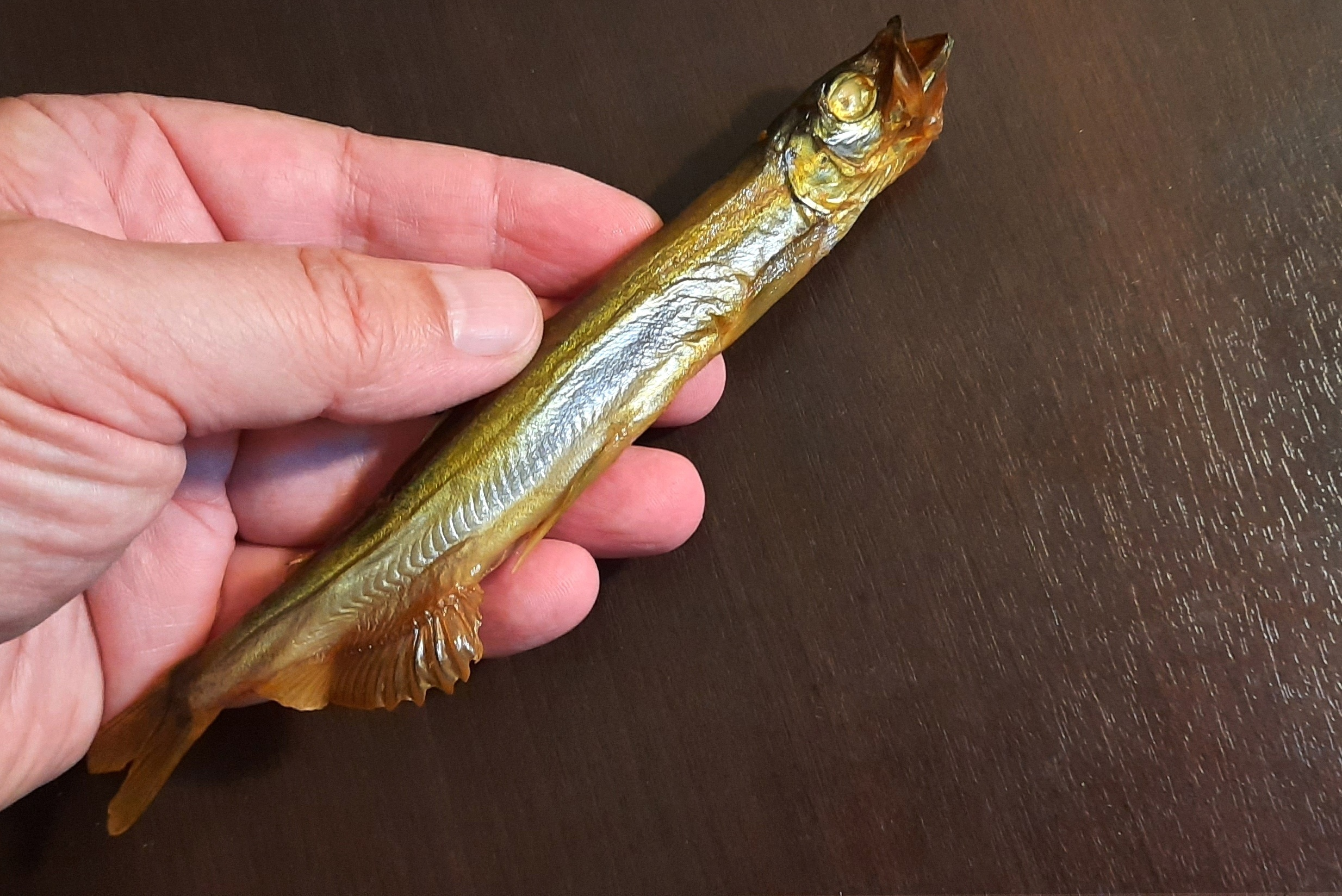
Wędzona ryba

Wędzenie – metoda konserwacji żywności (mięsa i przetworów mięsnych, ryb, serów, słodu itp.) za pomocą dymu. W wyniku tego procesu produkty żywnościowe uzyskują specyficzny zapach, smak i zabarwienie powierzchni. Obok solenia i suszenia wędzenie uznawane jest za jedną z najstarszych metod utrwalania żywności.

## Opis
Wędzenie jest procesem, w trakcie którego przetwory poddawane są działaniu ciepła i związków chemicznych zawartych w dymie wędzarniczym. Dym otrzymywany jest w wyniku spalania odpowiedniego drewna i jego pochodnych (zręby i trociny wędzarnicze). W wyniku wędzenia następuje zmniejszenie zawartości wody w produkcie, a także zmiany chemiczne i fizykochemiczne. Tradycyjne wędzenie spełnia dwa zasadnicze zadania:
- obróbka termiczna żywności dająca równomierną zmianę stanu wilgotności
- obróbka dymna, która utrwala produkt, a także nadaje mu walorów smakowo-zapachowych i wizualnych[2]

Czas trwania wędzenia w zależności od zastosowanej metody może wynosić od kilkudziesięciu minut do kilku tygodni.
W obecnych czasach, gdy do utrwalania żywności powszechnie stosuje się procesy chłodzenia, zamrażania, liofilizacji czy sterylizacji, proces wędzenia w znacznym stopniu utracił swoją rolę zabiegu utrwalania żywności. Jednocześnie wzmocniła się jego rola jako procesu uszlachetniania przetworów.

## Zastosowanie
Wędzenie ma na celu:
- nadanie charakterystycznego, cenionego zapachu i smaku, pochodzącego z różnorodnych (w przewadze fenolowych) składników dymu otrzymanego w wyniku powolnego spalania (pirolizy) trocin uzyskanych z odpowiedniego gatunku drewna;
- obsuszenie, zwłaszcza powierzchniowe i w ten sposób zwiększenie wartości pokarmowej i trwałości produktów wędzonych;
- impregnację różnorodnymi składnikami dymu wędzarniczego (np. krezolami) o działaniu bakterio- i grzybobójczym, dzięki temu przedłuża trwałość produktów[2][4][3].

## Metody wędzenia
- wędzenie zimne: temperatura 16–22 °C, wilgotność 90–95%
- wędzenie ciepłe: 23–40 °C, wilgotność 70–90%
- wędzenie na gorąco: 40–90 °C[1]
- wędzenie z równoczesnym pieczeniem
- wędzenie z zastosowaniem preparatu dymu wędzarniczego

## Dym wędzarniczy
Dym jest wytwarzany przez powolne, kontrolowane spalanie materiału drzewnego w generatorach wędzarniczych, w tradycyjnych paleniskach lub otrzymywany z polan odpowiednio twardego drewna metodą cierną. Dym wędzarniczy jest swego rodzaju aerozolem i w powietrzu, o różnym nasyceniu parą wodną, zawiera zawieszone produkty niepełnego spalania drewna w postaci cząstek o średnicy 10-8 do 10-7 cm. Zdolność dyfuzji jego składników w dużym stopniu zależy od wielkości cząstek, gęstości dymu, struktury materiału wędzonego, istnienia warstwy osłaniającej, kąta przepływu dymu w stosunku do powierzchni materiału, prędkości przepływu dymu, jego temperatury, wilgotności. Składniki dymu to przede wszystkim: związki fenolowe (np. gwajakol, fenol, krezole, pirokatechol, ksylenol, naftol, tymol), kwasy organiczne (np. kwas octowy, kwas mrówkowy), związki karbonylowe (np. aldehyd mrówkowy, furfural, aceton, wanilina).
Skład chemiczny dymu wędzarniczego jest bardzo złożony i w dużym stopniu zależy od:
- stosowanego drewna (łącznie z dodatkami w rodzaju jałowca, wrzosu lub liści laurowych)
- sposobu spalania drewna (spalanie pełne, termoliza, piroliza)
- warunków tlenowych
- wilgotności, itp.

Działanie dymu wędzarniczego w głębi masy produktu jest słabsze niż na powierzchni i w jego warstwach przypowierzchniowych gdzie działanie konserwujące jest wyraźnie zauważalne. Jest to wynikiem osadzania się związków chemicznych dymu na powierzchni produktu. Ze względu na obecność w dymie związków rakotwórczych (wielopierścieniowe węglowodory aromatyczne – WWA), a także z przyczyn technologicznych, a przede wszystkim dla ograniczenia kosztów, coraz częściej zamiast podwędzania stosuje się dodatek preparatu wędzarniczego tj. kondensatu dymu pozbawionego frakcji związków kancerogennych, w szczególności do wyrobów produkowanych masowo. Dzięki temu kondensatowi produkcja artykułów spożywczych wędzonych nie wymaga takiego nakładu czasu i środków, jak w przypadku tradycyjnego wędzenia, ponadto w produkcie nie następuje ubytek wagi, jak podczas normalnego wędzenia.

## Drewno
Drewna z drzew iglastych (z wyjątkiem używanego jako dodatek do drewna głównego – jałowca) nie stosuje się, gdyż ich żywica paląc się nadaje wędzonkom smak terpentyny i powoduje oblepianie mięsa sadzą. Do wędzenia używane jest wyłącznie drewno z drzew liściastych, tlące się, bez kory, najczęściej buk, grab, wiąz, dąb, olcha, akacja, śliwa, jabłoń, grusza i klon.
Oprócz drewna w kawałkach, stosuje się jego pochodne – zrębki wędzarnicze oraz trociny, przy czym drewnem rozpala się ognisko, natomiast zrębki i trociny służą do zagęszczania dymu. W celu nadania produktom specyficznego smaku i aromatu, dodaje się podczas wędzenia jałowca w formie jagód lub chrustu. Rodzaj użytego drewna podczas wędzenia ma znaczący wpływ na barwę i walory smakowo-zapachowe produktu:
- jabłoń – bardzo łagodny dym z subtelnym owocowym posmakiem, lekko słodki; można stosować do wędzenia drobiu; barwi skórkę drobiu na kolor ciemnobrązowy;
- wiśnia – podobne walory smakowe dymu do dymu jabłoni, jednak jest lekko gorzki; można stosować do wędzenia drobiu; barwi skórkę na kolor ciemnobrązowy;
- klon cukrowy – dym nadaje wędzonkom łagodny i lekko słodki smak oraz złocistożółty kolor; należy stosować do wędzenia ryb i wołowiny;
- jesion – szybko się pali i opieka potrawy, jest ostry z lekkim, wyróżniającym go, smakiem; nadaje wędzonkom złocistożółtą barwę, świetny do dziczyzny;
- winorośl – dostarcza dużo dymu (każdy gatunek innego), wszystkie rodzaje posiadają jednak generalnie bogaty i głęboki smak owocowy; polecana szczególnie do wędzenia ryb i drobiu;
- akacja – powoduje cytrynowy kolor wędzenia; szczególnie polecana jest do wędzenia drobiu oraz wieprzowiny;
- bez – dym bardzo lekki, łagodny, subtelny z odrobiną zapachu (smaku) kwiatowego, polecany do wędzenia owoców morza i baraniny;
- dąb czerwony – jedno z najszybciej palącego się drewna; wyczuwalny smak miodu oraz posmak ziemisty z odrobiną goryczki; daje barwę brązową;
- dąb biały – jest nieco łagodniejszy, nadaje potrawom zabarwienie ciemnożółte; polecany do wędzenia wołowiny, ryb i drobiu;
- buk – nadaje potrawom wędzonym zabarwienie złocistożółte; zalecany szczególnie do wędzenia wieprzowiny oraz ryb;
- grusza – w czasie wędzenia uzyskuje się barwę czerwonego wina; wędzić należy przede wszystkim drób;
- olcha – najczęściej stosowane do wędzenia drewno w Polsce; uzyskuje się ciemnożółty kolor przechodzący w brąz; polecany do wędzenia wszystkich mięs i ryb;
- orzech – uzyskujemy ciemnożółte zabarwienie mięs, oraz specyficzny aromat potraw, do wędzenia drobiu i ryb;
- zioła i przyprawy – podczas wędzenia, szczególnie w końcowej jego fazie, można dodać startego czosnku, papryki, cebuli, pieprzu, tymianku bezpośrednio do paleniska, co spowoduje powstanie dużej ilości aromatycznego dymu i nada potrawom specyficznego zapachu i smaku.

## Urządzenia wędzarnicze

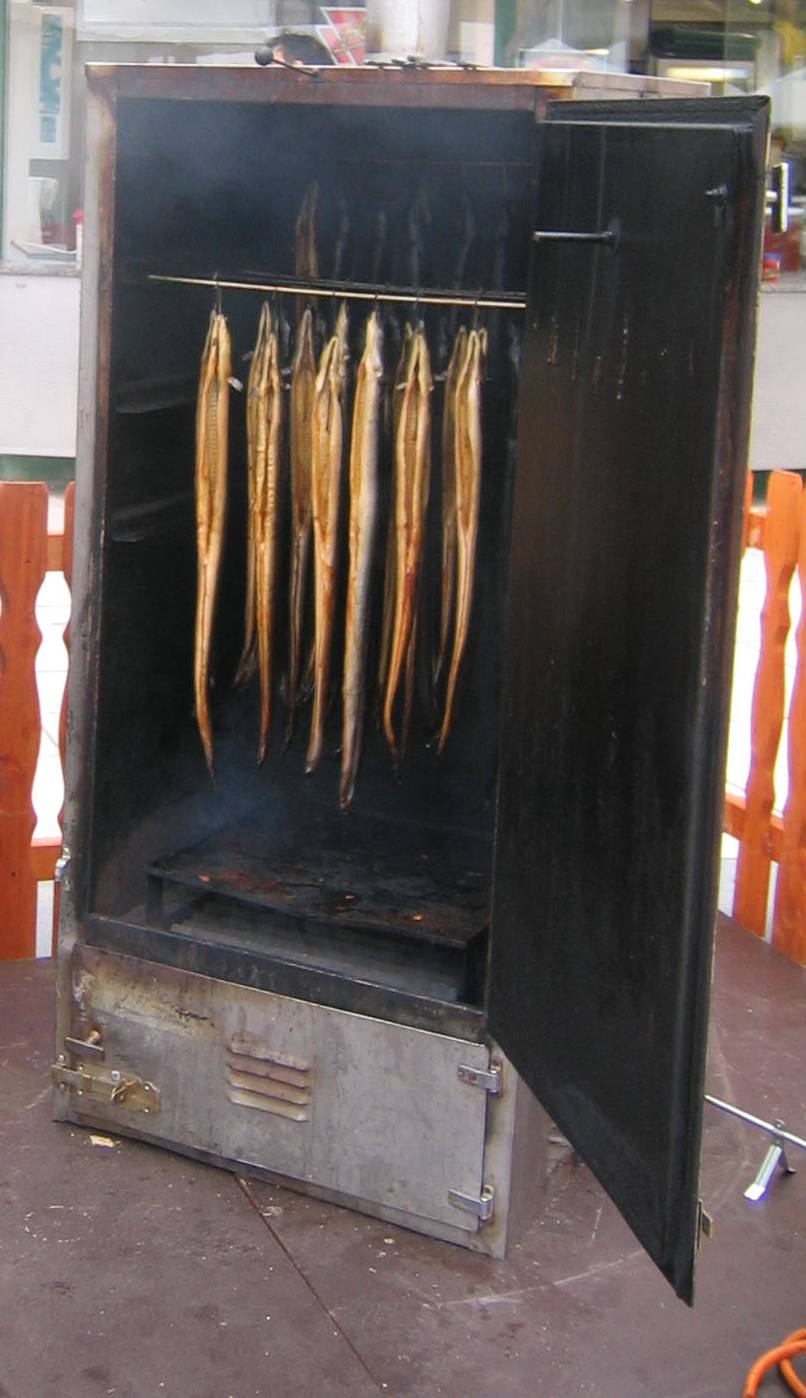
Tradycyjnie wędzone ryby w wędzarni

Urządzenia techniczne do wędzenia, czyli wędzarnie, podobnie jak suszarki, charakteryzują się mnogością systemów – zależnie od technicznego poziomu produkcji i rodzaju wędzonych produktów. W wędzarniach przemysłowych systemu komorowego materiał rozmieszczony na ramach może być przesuwany okresowo lub może być w ciągłym ruchu. W wędzarniach tunelowych materiał może przesuwać się na wózkach, a w wędzarni turbinowej odbywa się spiralną drogą w wieży wędzarniczej na tacach rozmieszczonych na taśmie. W tradycyjnych wędzarniach produkty są zawieszane w komorze wędzarniczej i okresowo obracane ręcznie.
Alternatywnym urządzeniem jest połączenie grilla z wędzarnią, jak również z piecem do wypieku chleba. Są one popularne jako niekomercyjne urządzenia w przydomowych ogrodach, ale nie nadają się do przemysłowej produkcji żywności.